# Meg Elison
Œuvres principales
- Série The Road to Nowhere

Meg Elison, née le 10 mai 1982, est une romancière et essayiste féministe américaine dont les écrits intègrent souvent les thèmes de l'autonomisation des femmes, de la body positivity et de la flexibilité du genre. 

## Biographie
Après avoir abandonné le lycée, Meg Elison suit le système des universités communautaires en Californie et obtient finalement son diplôme de l'Université de Californie à Berkeley. Elle écrit et traite les sujets de la pauvreté et de l'identité queer qui influencent une grande partie de son travail. Elle vit à San Francisco.  

### Carrière
Son premier roman, Le Livre de la sage-femme sans nom (The Book of the Unnamed Midwife), remporte le prix Philip-K.-Dick 2014, pendant que son deuxième roman,The Book of Etta, est nommé pour le prix Philip-K.-Dick 2017. Le travail de Meg Elison paraît sur plusieurs plateformes, The Magazine of Fantasy & Science Fiction, Terraform, McSweeney's Internet Tendency, Catapult, et Electric Literature. 
La série de livres la plus connue de Meg Elison est celle de The Road to Nowhere, qui comprend le triptyque formé par Le Livre de la sage-femme sans nom (2014), The Book of Etta (2017) et The Book of Flora (2019).
Le Livre de la sage-femme sans nom, publié en juin 2014, est un roman de science-fiction post-apocalyptique féministe qui examine le sort des femmes après une épidémie mondiale. Rédigé principalement sous la forme d'un journal intime, le livre suit une infirmière sage-femme qui se bat pour survivre et pour fournir une contraception et des soins médicaux aux femmes qu'elle rencontre. 
The Book of Etta, publié en février 2017, revisite la communauté des survivants et survivantes de l'épidémie présentée dans le premier livre plusieurs générations plus tard, alors qu'une protagoniste féminine s'oppose à un régime patriarcal.
Le troisième et dernier livre de la série, The Book of Flora, publié en avril 2019, continue l'histoire à travers les souvenirs de Flora, une femme esclave sexuelle dans le même univers.
Sa nouvelle La Pilule (The Pill) se voit décerner le prix Locus de la meilleure nouvelle longue 2021.

## Œuvres

### SérieThe Road to Nowhere
1. Le Livre de la sage-femme sans nom, Goater, 2024 ((en) The Book of the Unnamed Midwife, 2014), trad. Ludivine Fournier, 403 p.  (ISBN 978-2-38367-058-2)
2. (en) The Book of Etta, 2017
3. (en) The Book of Flora, 2019

### Romans indépendants
- (en) Find Layla, Skyscape, 2020

### Recueils de nouvelles
- La Pilule suivi de Big Girl et autres textes, Goater, 2022 ((en) Big Girl Plus The Pill Plus Such People in It and Much More, 2020), trad. Ludivine Fournier, 280 p.  (ISBN 979-10-97465-98-8)

## Prix et nominations

### Prix
- Prix Philip-K.-Dick 2014 pour Le Livre de la sage-femme sans nom
- Prix Locus de la meilleure nouvelle longue 2021 pour La Pilule

### Nominations
- Prix Philip K. Dick 2017 pour The Book of Etta
- Liste d'honneur du prix Otherwise 2019 pour The Book of Flora[11]